# Marches (Drôme)
Marches é uma comuna francesa na região administrativa de Auvérnia-Ródano-Alpes, no departamento de Drôme. Estende-se por uma área de 11,09 km². Em 2010 a comuna tinha 879 habitantes (densidade: 79,3 hab./km²).